# Littérature romantique espagnole
 (décembre 2022).
Si vous disposez d'ouvrages ou d'articles de référence ou si vous connaissez des sites web de qualité traitant du thème abordé ici, merci de compléter l'article en donnant les références utiles à sa vérifiabilité et en les liant à la section « Notes et références ».

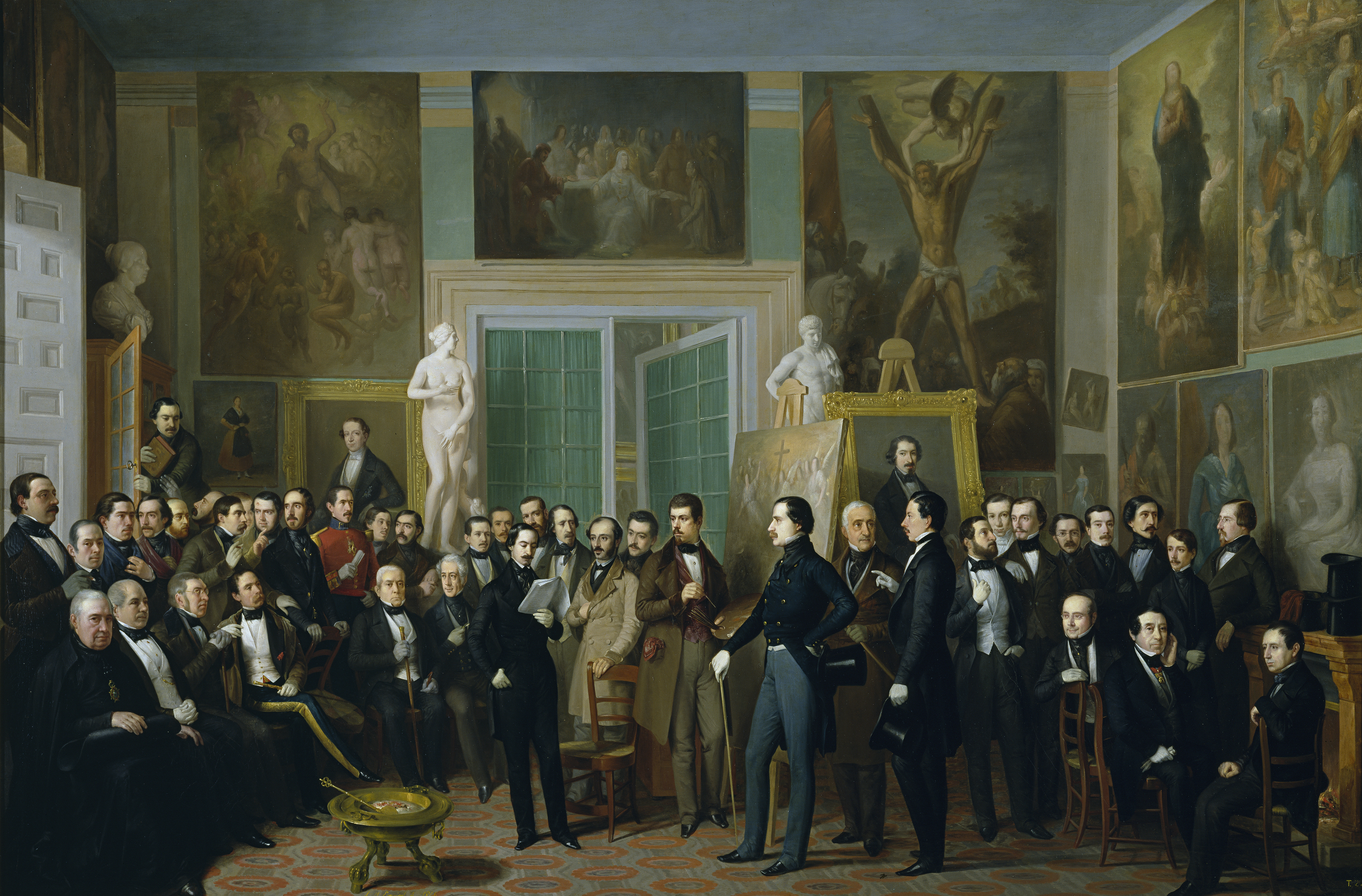
La Réunion des poètes (1846, par Antonio María Esquivel). Il représente de nombreux poètes et artistes du romantisme espagnol dans le studio du peintre.

Le romantisme est un mouvement qui rompt avec les structures et les thèmes néoclassiques, et défend la fantaisie, l'imagination et les forces irrationnelles à l'œuvre dans l'esprit humain. Le néoclassicisme perdure chez certains auteurs, mais beaucoup, après y avoir fait leurs débuts, se tournèrent rapidement vers le romantisme, comme Ángel de Saavedra ou José de Espronceda. D'autres, en revanche, furent dès leurs débuts des romantiques convaincus.
L'origine du terme romantique est assez complexe, d'autant plus que le mouvement en question ne recouvre pas les mêmes réalités selon les pays. Au XVIIe siècle, il apparaît en Angleterre et signifie "irréel". Samuel Pepys (1622-1703) l'emploie dans le sens d'émouvant et amoureux. James Boswell (1740-1795) l'utilise pour décrire la Corse. L'adjectif romantique devient d'usage courant pour caractériser ce qui est émouvant, ou relève de la passion. Cependant, en Allemagne, Herder en fait un synonyme de médiéval. Le terme de romanhaft (romanesque) fut remplacé par celui de romantisch, qui connote l'amour et la passion. En France, Rousseau en fait usage dans une description du lac de Genève. Dès 1798, le Dictionnaire de l'Académie française retient le sens courant et le sens littéraire de romantique. En Espagne, il faut attendre 1805 pour que se généralise l'usage de romancista comme nom. Pendant la période 1814-1818, l'hésitation persiste entre romanesco, romancesco, románico et romántico.
Rousseau, philosophe et écrivain français, et Goethe, poète et dramaturge allemand, sont généralement considérés comme les précurseurs du romantisme. Dans ce mouvement, la recherche de la profondeur, du mystère, passe avant le respect des règles classiques ; la liberté en est un des thèmes principaux. En Espagne, le romantisme fut tardif, et relativement bref, et dès la deuxième moitié du XIXe siècle le réalisme, aux caractéristiques très différentes, va l'emporter dans la littérature espagnole.

## Tendances du Romantisme
En Espagne, le romantisme est considéré comme un mouvement complexe et confus, avec de grandes contradictions qui comprennent la révolte, les idées révolutionnaires mais aussi le retour à la tradition catholique et monarchiste. En ce qui concerne les libertés politiques, certains les comprenaient dans le cadre d'une restauration des valeurs idéologiques, patriotiques et religieuses qui portaient le désir de supprimer le rationalisme du XVIIIe siècle. Ils exaltaient le Christianisme, le Trône et la Patrie comme valeur centrale. Walter Scott en Angleterre, Chateaubriand en France et Ángel de Saavedra ainsi que José Zorrilla en Espagne. Les idées sont celles de la restauration, enclenchée après la chute de Napoléon Bonaparte, et sont des valeurs traditionnelles représentées par l'Église et l'État. D'un autre côté, d'autres romantiques, se définissant comme citoyens libres, combattent tout ordre établi, en religion, art ou politique. Ils réclament les droits de l'individu face à la société et face aux lois. Ils représentent l'aile révolutionnaire et libérale du romantisme, Lord Byron en Angleterre, Victor Hugo en France et José de Espronceda en Espagne. Ils s'appuient quant à eux sur trois piliers : la recherche de connaissances irrationnelles que la raison niait, la dialectique hégélienne et l'historisme.

## Cadre historique
Le romantisme couvre la première moitié du XIXe siècle, qui est une époque de tensions politiques. Les conservateurs défendent leurs privilèges et les libéraux et progressistes luttent pour les supprimer. La laïcité et la franc-maçonnerie gagnent une grande influence. La pensée catholique traditionnelle se défend face aux nouvelles idées des libre-penseurs et aux fidèles du philosophe allemand Krause. La classe ouvrière développe des mouvements de protestation sous les drapeaux anarchiste et socialiste, par la multiplication des grèves et attentats. L'industrialisation et l'éducation se développent très vite en Europe, l'Espagne offrant l'image d'un pays peu avancé et de plus en plus en retard vis-à-vis de l'Europe.

## Caractéristiques du Romantisme
- Rejet du néoclassicisme Face à la scrupuleuse rigueur et l'ordre avec lesquels furent, au XVIIIe siècle, observés les règles, les écrivains romantiques combinaient les genres et versions de différentes manières, mélangeant parfois le vers et la prose; dans le domaine du théâtre, la règle des trois unités (lieu, espace et temps) et alternent comédie et drame.
- Subjectivisme Quel que soit le genre de l'œuvre, l'âme exalté de l'auteur y décharge tous ses sentiments d'insatisfaction face à un monde limité et qui freine le vol de son impatience aussi en ce qui concerne l'amour, la société, le patriotisme, etc. La nature fusionne avec l'état d'esprit et se montre mélancolique, mystérieuse, obscure. à la différence des néoclassiques, qui montraient à peine de l'intérêt pour le paysage. Les aspirations à l'amour passionné, la soif de bonheur et de possession de l'infini cause chez le romantique un profond désarroi, une déception qui le conduit parfois jusqu'au suicide, comme pour Mariano José de Larra.
- Intérêt pour le nocturne et mystérieux Les romantiques situent leurs sentiments endeuillés dans des lieux mystérieux et mélancoliques, comme les ruines, les forêts ou les cimetières. De la même manière, ils ressentent de l'attirance pour le surnaturel, qui échappe à toute logique, comme les miracles, les apparitions, les visions d'outre-tombe, le diabolique et la sorcellerie.
- Fuite du monde qui les entoure Le rejet de la société bourgeoise dans laquelle ils vivaient, mène le romantique à s'échapper des circonstances, imaginant des époques passées au cours desquelles ses idéaux prévalaient et s'inspirant de l'exotique. Face aux néoclassiques, qui admiraient l'antiquité gréco-latine, les romantiques préfèrent le Moyen Âge et la Renaissance. Comme genres les plus fréquents, les romantiques cultivent le roman, la légende et le drame historique.

## La poésie
Les poètes romantiques composent dans le trouble dans lequel les plongent sentiments, et mettent en vers tout ce qu'ils ressentent ou pensent. Selon certains critiques, on trouve dans leurs œuvres aussi bien un lyrisme d'une grande force que des vers plus banals et prosaïques.
Le lyrisme romantique s'intéresse à de nombreux thèmes :
- Le moi, l'intimité de la personne : c'est sans doute Espronceda qui réussit le mieux dans la mise en vers de ses sentiments, en laissant dans son Canto a Teresa un aveu déchirant d'amour et de désillusion.
- L'amour passionnel, avec des rencontres brutales, qui engagent la totalité de l'individu, et des ruptures rapides : l'exaltation et la hâte.
- La religion, souvent dans l'exaltation de la figure du diable, de la rébellion contre Dieu.
- La revalorisation de types sociaux marginaux, comme le mendiant.
- La nature, montrée dans toute la richesse de ses modalités et ses variations, en particulier les lieux mystérieux, les tempêtes, la mer agitée...
- La satire

### José de Espronceda
Né en 1808, à Almendralejo, Badajoz. Il fonda la société secrète des "Numantinos", dont la finalité était de "renverser le gouvernement absolutiste". Il fut emprisonné pour cela. Il s'enfuit à l'âge de 18 ans à Lisbonne et s'allie avec les exilés libéraux. Il fait la connaissance de Teresa Mancha, femme avec qui il vit à Londres. Après une activité politique agitée, il revient en Espagne en 1833. Il y mène une vie dissolue, truffée d'aventures et d'intrigues, à cause desquelles Teresa le quitte en 1838. Il était sur le point de s'installer avec une autre maîtresse quand il mourut en 1842 à Madrid.
Espronceda s'exprima dans les principaux genres littéraires, comme le roman historique, avec "Sancho Saldaña" ou "El castellano de Cuéllar" (1834), le poème épique, avec "El Pelayo", mais ses œuvres les plus importantes sont des poésies. Il publie "Poésies" en 1840 après son retour d'exil. Il s'agit d'une collection de poèmes de différents qualités, tels que les poèmes de jeunesses, de l'aire néoclassique ou d'autres du genre romantique plus exaltés. Ces derniers sont les plus significatifs et développent les thèmes les plus marginaux: Canción del pirata (Chanson du pirate), El verdugo (Le bourreau), El mendigo (Le mendiant), Canto del cosaco (Chant du cosaque). Les œuvres les plus importantes sont "El estudiante de Salamanca" (1840) et "El diablo mundo" :
- El estudiante de Salamanca (1840) : il s'agit d'une composition comportant près de deux mille versets de différentes mesures. Ils racontent les crimes de don Félix de Montemar, dont la maitresse Elvira, abandonné par lui, meurt d'amour. Une nuit, il la voit apparaitre et la suit dans les rues et voit son propre enterrement. Dans la maison des morts, il s'allonge près d'Elvira et meurt.
- El diablo mundo : l'œuvre est restée incomplète. Elle comprend 8100 versets polimétriques, et prétend être une épopée de la vie humaine. Le second chant (Canto a Teresa) occupe une bonne partie du poème, et évoque son amour pour Teresa et y pleure sa mort.

### Autres poètes
Malgré la brièveté du mouvement lyrique romantique en Espagne, des poètes importants surgirent lors de cette période, comme le barcelonais Juan Arolas (1805-1873), le gallois Nicomedes Pastor Díaz (1811-1863), Gertrudis Gómez de Avellaneda (1818-1848) et Pablo Piferrer (1818-1848). Ce dernier n'a écrit qu'en espagnol mais fut un précurseur du mouvement romantique en Catalogne.
Carolina Coronado (Almendralejo, 1823-Lisbonne, 1911) fut aussi une auteur importante de ce mouvement. Elle passa une grande partie de son enfance en Estrémadure et très jeune se manifesta comme poète. Mariée à un diplomate nord-américain, elle vécut dans différents pays étrangers. Les disgrâces familiales l'amènent à chercher la solitude et la retraite à Lisbonne, où elle meurt en 1911. Son œuvre la plus importante est "Poésies" (1852).

## La prose
Durant le mouvement romantique, il y a un grand désir de fiction littéraire, de roman, de contact avec les aventures et le mystère. Cependant, la production espagnole est assez faible, se bornant à traduire à l'occasion des œuvres étrangères. Il y eut plus de mille traductions qui circulèrent en Espagne avant 1850, d'œuvres d'Alexandre Dumas, Chateaubriand, Walter Scott, Victor Hugo, etc; du genre historique, galant, en feuilleton. La prose espagnole se limite au roman, la prose scientifique et érudite, le périodisme et le développement intense du costumbrisme.
Dans le premier quart de siècle se distinguent quatre types de romans : le roman moral et éducatif, le roman sentimental, le roman d'horreur et le roman anticlérical. De tous, les plus purement romantiques sont de type anticlérical. Cependant, l'influence romantique se concrétisera principalement dans le roman historique. 

### Le roman historique
Le roman historique s'est développé sous l'inspiration de Walter Scott (dont plus de 80 œuvres furent traduites), "Ivanhoe" étant son œuvre la plus représentative. Le mouvement était partagé entre libéraux et modérés. Au sein de la tendance libéral existaient un courant anticlérical et un courant populiste. De l'autre côté, la tendance modérée exaltait parfois les sentiments traditionnel et catholique. Les auteurs les plus célèbres étaient :
- Enrique Gil y Carrasco (Villafranca del Bierzo, 1815, Berlín, 1846). Avocat et diplomate, il fut l'auteur de "El señor de Bembibre", l'un des plus célèbres romans historiques écrit avec pour inspiration Walter Scott[1].
- Francisco Navarro Villoslada (1818-1895), qui écrivit une série de nouvelles historiques quand le genre romantique était en déclin et commençait l'âge du Réalisme. Ses romans étaient inspirés des traditions basques, à l'époque médiévale. Son œuvre la plus célèbre était "Amaya, o los vascos en el siglo VIII", où les basques et les wisigoths s'allient pour lutter contre l'invasion musulmane.
- En plus des deux auteurs précédemment cités, Mariano José de Larra, Serafín Estébanez Calderón et Francisco Martínez de la Rosa apportèrent leur contribution au genre historique.

### La prose scientifique
La majorité de ces œuvres ont pour origine les discussions qui eurent lieu dans l'assemblée pour la Constitution de Cadiz. Les plus auteurs les plus célèbres de ce courant furent Juan Donoso Cortés (1809-1853) et Jaime Balmes Urpía (1810-1848):
- Juan Donoso Cortés  vient du courant libéral, même si plus tard il défendra une perspective catholique et autoritaire. Son œuvre la plus importante est "el Ensayo sobre el catolicismo, el liberalismo y el socialismo" de 1851. Son style est de ton solennel et agité, suscitant la polémique.
- Jaime Balmes Urpía, au contraire, se situe du côté conservateur et catholique. "El protestantismo comparado con el catolicismo en sus relaciones con la civilización europea" (1842) et "El criterio" (1845) sont ses œuvres majeurs.

## Le tableau des coutumes
Durant les années 1820 à 1870 s'est développée en Espagne la littérature costumbriste, qui se manifesta dans le "Cuadro de costumbres" ("tableau des coutumes"), un article en prose plutôt court. Ces tableaux des coutumes trascendent tout argument ou le réduisent à un plan général, décrivant le mode de vie de l'époque, une coutume populaire ou un stéréotype de personne. Dans de nombreux cas, comme dans les articles de Larra), le contenu est fortement satirique. 
Le costumbrisme vient du désir romantique de mettre en valeur ce qui est différent et péculier, inspiration directe du genre français. Des milliers d'articles costumbristes seront publiés, faisant ainsi de l'ombre au roman espagnol de l'époque, celle-ci mettant en valeur la narration et les caractères individuels, tandis que le tableau des coutumes se limitait à décrire ses personnages comme génériques (torero, castañera, aguador, etc.). D'importantes compilations collectives d'articles de ce genre seront publiées, comme Los españoles pintados por sí mismos (Madrid: Ignacio Boix, 1843-1844 2 vols., réédités en un seul volume en 1851). Ramón de Mesonero Romanos et Serafín Estébanez Calderón y seront particulièrement mis en avant.